# Paulo Ferreira (ciclista)
Paulo José Ferreira dos Santos, nacido el 11 de mayo de 1962 en Vialonga es un ciclista profesional portugués que corrió entre 1984 y 1988. 

## Palmarés
1982
- 1 etapa del Gran Premio Jornal de Noticias

1983
- Vuelta al Alentejo, más 1 etapa
- 2º en el Campeonato de Portugal en Ruta

1984
- 1 etapa de la Vuelta al Algarve
- 2 etapas de la Vuelta a Portugal
- 1 etapa del Tour de Francia

1985
- 1 etapa de la Vuelta al Algarve
- Gran Premio Jornal de Noticias

1986
- 1 etapa del Gran Premio Torres Vedras-Trofeo Joaquim Agostinho

1988
- 1 etapa de la Vuelta al Algarve
- 1 etapa de la Vuelta al Alentejo

## Resultados en Grandes Vueltas y Campeonato del Mundo
| Carrera         | 1984 | 1985 | 1986 | 1987 | 1988 |
| --------------- | ---- | ---- | ---- | ---- | ---- |
| Giro de Italia  | -    | -    | -    | -    | -    |
| Tour de Francia | Ab.  | -    | -    | -    | -    |
| Vuelta a España | -    | -    | -    | -    | -    |
| Mundial en Ruta | -    | -    | -    | -    | -    |